# 田中足麻呂
田中 足麻呂（たなか の たりまろ）は、飛鳥時代の人物。名は足摩侶とも書く。姓は臣のち朝臣。冠位は直広参、贈直広壱。
672年の壬申の乱の際、湯沐令で、大海人皇子（天武天皇）の側について倉歴道を守り、夜襲を受けて敗走した。

## 出自
田中氏（田中臣）は蘇我氏の一族で蘇我稲目の後裔とされる。

## 経歴
壬申の乱の勃発時、足麻呂は湯沐令であった。田中が管理した湯沐邑がどこにあったかは、『日本書紀』に記されておらず、伊勢国と美濃国の二説ある。伊勢とするのは、後述の大海人皇子との邂逅が伊勢であり、ともに皇子を出迎えた三宅石床が伊勢の国司と推測されるためである。美濃国とするのは、やはりともに出迎えた高田新家が続日本紀の記事から美濃の主稲と推測され、かつ主稲は湯沐邑の役人と考えられるからである。書紀の記事には高田は肩書きなしで田中の後に記されているので、美濃国説では両人は同じ湯沐からきた上司と部下とする。
壬申の乱の開始時、大海人皇子はまず美濃の安八間郡（後の安八郡）で兵を集めさせ、自らは24日に吉野宮を発って東に向かった。25日に従う者僅かに数十人で伊勢の鈴鹿郡に入ったところ、三宅石床、三輪子首、湯沐令の田中足麻呂、高田新家に出会った。
大海人皇子はそこから美濃に入ったが、足麻呂がそれに従ったかどうかは定かでない。7月2日、倭（後の大和国）で苦戦していた大伴吹負への増援として、美濃から数万の軍が進発した。この時、足麻呂は倉歴（くらふ）道の守備を命じられた。倉歴は近江国甲賀郡のあたりで、倉歴道とは伊賀国と倉歴を結ぶ道と考えられる。足麻呂の後方では多品治が三千の兵で莿萩野（たらの）に駐屯した。美濃から伊勢、伊賀、大和に入る経路の側面守備である。
これに対して大友皇子側の将・田辺小隅は鹿深山を越えて5日に倉歴に夜襲をかけた。小隅は敵味方の識別のため、「金（かね）」を合言葉とし、刀を交えるとき必ず「金」と言わせ、「金」と答える者を味方とした。足摩侶の部隊は混乱して敗れたが、足摩侶自身は、敵が合言葉を使っていることを悟り、「金」と言って逃れることができた。田辺小隅の部隊は、翌日多品治によって撃退された。
田中臣は、天武天皇13年（684年）11月1日に、朝臣の姓を授かった。
田中朝臣足麻呂は、文武天皇2年（698年）6月29日に死去。そのとき直広参の位であったが、壬申の功臣であるため、直広壱の位を贈られた。